# Pierre Lundin
Pierre Lundin, född 26 januari 1968 i Eskilstuna, är en svensk racerbåtförare.
Pierre Lundin har deltagit i Formula 1 Powerboat World Championship och i UIM F2 World Championship. I F1 Powerboat World Championship har han som bäst varit på fjärde plats totalt 2007.
I racerbåtsportens F2-klass blev han 2015 och 2016 världsmästare.

## Meriter
- 2016 – 1:a UIM F2 World Championship
- 2015 - 1:a UIM F2 World Championship
- 2008 - 9:e Formula 1 Powerboat World Championship
- 2007 - 4:e Formula 1 Powerboat World Championship
- 2003 - 20:e Formula 1 Powerboat World Championship
- 2002 - 19:e Formula 1 Powerboat World Championship
- 1997 - F2 Euro Champion
- 1998 - F2 World Champion
- 1995–1998 - F2 Nordic Champion